# Portada/article novembre 30

## Guerra contra Nabis
La guerra contra Nabis fou l'enfrontament bèl·lic ocorregut l'any 195 aC entre Esparta, polis governada pel tirà Nabis, i una coalició conformada per la Lliga Aquea, Pèrgam i Rodes, que comptava amb el suport de la República de Roma i el Regne de Macedònia. El conflicte també és conegut com la guerra laconiana o guerra romano-espartana.
Com a resultat de la guerra, Esparta va perdre la seva posició com un dels principals poders militars a Grècia. Tots els conseqüents intents espartans de recobrar les pèrdues van fracassar i Nabis va ser assassinat. Poc després Esparta quedaria integrada dins la Lliga Aquea, la seva gran rival, i així concloïen uns quants segles d'independència política.